# 5605 Kushida
5605 Kushida (1993 DB) là một tiểu hành tinh vành đai chính được phát hiện ngày 17 tháng 2 năm 1993 bởi S. Otomo ở Kiyosato.